# Újfehértói meggypálinka
Az újfehértói meggypálinka klasszikus, átlátszó, földrajzi eredetvédelemmel rendelkező gyümölcspálinka, amelyet a Szabolcs-Szatmár-Bereg vármegyei Újfehértó környékén készítenek.

## Jellemzése
Az újfehértói meggypálinka gyümölcse az a meggy, amelynek vadon termő példányai már a mai Újfehértó létrejötte idején, a 17. század eleje óta megtalálhatók voltak. Ezt a meggyet fogyasztották kiváló tápértéke miatt, de emésztési problémákra, székrekedés ellen, szívpanaszra, sőt veseelégtelenségre is. Talán ez lehet a legfőbb magyarázata, hogy mint „felesleget” csak későn, a 19. század végétől keverték a gyümölcshulladékba, hogy cefrévé válva a pálinka alapanyagául szolgáljon.
Az újfehértói meggypálinka alapanyaga Szabolcs-Szatmár-Bereg vármegye meghatározott településeinek közigazgatási területéről származhat. A megjelölt földrajzi területen az uralkodó talajtípus a homok talajképző kőzeten kialakult humuszos homoktalaj. Ezt a talajtípust az 1%-nál magasabb humusztartalom, valamint a 40 cm körüli termőréteg-vastagság jellemzi. Víztartó és vízáteresztő képessége jó, ami kedvez a meggytermelésnek.
Alkoholtartalma legalább 40%-os. A magozás során általában nem kerülhető el, hogy bizonyos mennyiségű magtöret a cefrébe ne kerüljön, ez a mag adja a pálinkának a jellegzetes, enyhén marcipános-mandulás ízét.

## Felhasználható meggyfajták
Az „újfehértói” eredetmegjelöléssel ellátott meggypálinka előállításához kizárólag az újfehértói fürtös meggy és a debreceni bőtermő fajta használható. Az újfehértói fürtös meggy közepesen nagy vagy nagy, kissé lapított gömb alakú, a gyümölcshéj színe fénylő bordópiros, húsa kemény, vérpiros, mérsékelten festő levű. Íze harmonikusan savas-édes. A debreceni bőtermő a kocsánytól szárazon válik, gyümölcse közepesen nagy vagy nagy, gömbölyded, felülről és oldalról kissé nyomott. Héja sötétpiros, felülete fényes, húsa piros.